# 彭郁真
彭郁真（英語：Jane Peng，1996年12月24日—），綽號「小班」，出生於台灣桃園，屬校盟影業娛樂經紀公司旗下藝人，是台灣女子團體 TUD 的成員之一，曾於2014年贏得第九屆全球城市小姐台灣區冠軍。我要當女一選秀節目的最佳人氣后。

## 生涯發展

### 城市小姐
2014年8月9日，當時還是17歲，就讀高三的彭郁真，於第九屆全球城市小姐台灣區選拔總決賽中，以優美的儀態與機智的反應，獲得評審青睞，贏得第九屆全球城市小姐臺灣區冠軍，成為當時「史上最年輕」的城市小姐。

### 校花點點名
出道前的彭郁真曾上過由校盟影業籌劃的網路知名節目《校花點點名》，當時擁有跆拳道黑帶一段資格的她，在節目中除了表現歌唱才藝外，也展示了一套對付色狼的防身術。也因為此節目的關係，給予她日後入選加入TUD的機會，成為華語流行音樂女子團體的一員。

### 加入TUD女子團體
歷經一年多的全方位訓練，彭郁真所屬的TUD女子團體，於2017年9月29日正式發行首張EP《Monster》。由於五位團員都是由《校花點點名》節目出身的最具潛力代表，年齡也相仿 (出道時團員平均年齡在21歲)，因此在各方面都有較好的默契。在這年輕的五人團體裡，擁有跆拳道黑帶二段資格的彭郁真，常扮演媽媽的角色，不僅在工作上，也在食衣住行各方面不時叮囑其他團員。

## 作品

### 音樂作品
TUD 於2017年9月29日發行團體首張EP《Monster》，曲目如下：
| 曲序 | 曲目                           | 作曲                 | 填詞           | 時長  |
| 1.   | Monster （页面存档备份，存于） | terrytyelee          | TUD            | 03:24 |
| 2.   | 我賴你賴我                     | Victor劉偉德、許郁翎 | 許郁翎、詹詠淇 | 03:00 |
| 3.   | 不遠                           | terrytyelee、王知音  | 林靖軒、許郁翎 | 04:20 |

### 電視公益廣告
- 疾管局公益廣告 (面對篇)

### 校園廣告
- 健行科技大學-夢想啟航 健步前行 （页面存档备份，存于）
- 健行科技大學圖書館簡介 - 相遇時刻
- 健行科大學校簡介 - 故事版 （页面存档备份，存于）

### 影視綜藝節目
- 校花點點名 (Youtube)
- 愛情琳不靈 (Yahoo TV)
- 綜藝大熱門 (三立都會台)
- 歡樂智多星 (衛視中文台)
- 新電玩快打 (緯來綜合台)
- 娛樂百分百 (八大綜合台)
- 天天樂財神 (中天娛樂台)
- TVBS星鮮話 (TVBS 56台)
- 國光幫幫忙之大哥是對的 (三立都會台)
- 綜藝玩很大 (三立都會台、中視)

## 外部連結
- 彭郁真的Facebook專頁
- 彭郁真的Instagram帳戶
- 彭郁真 新浪微博